# Commodore International

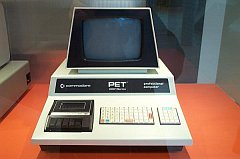
Commodore PET 2001 (1977)

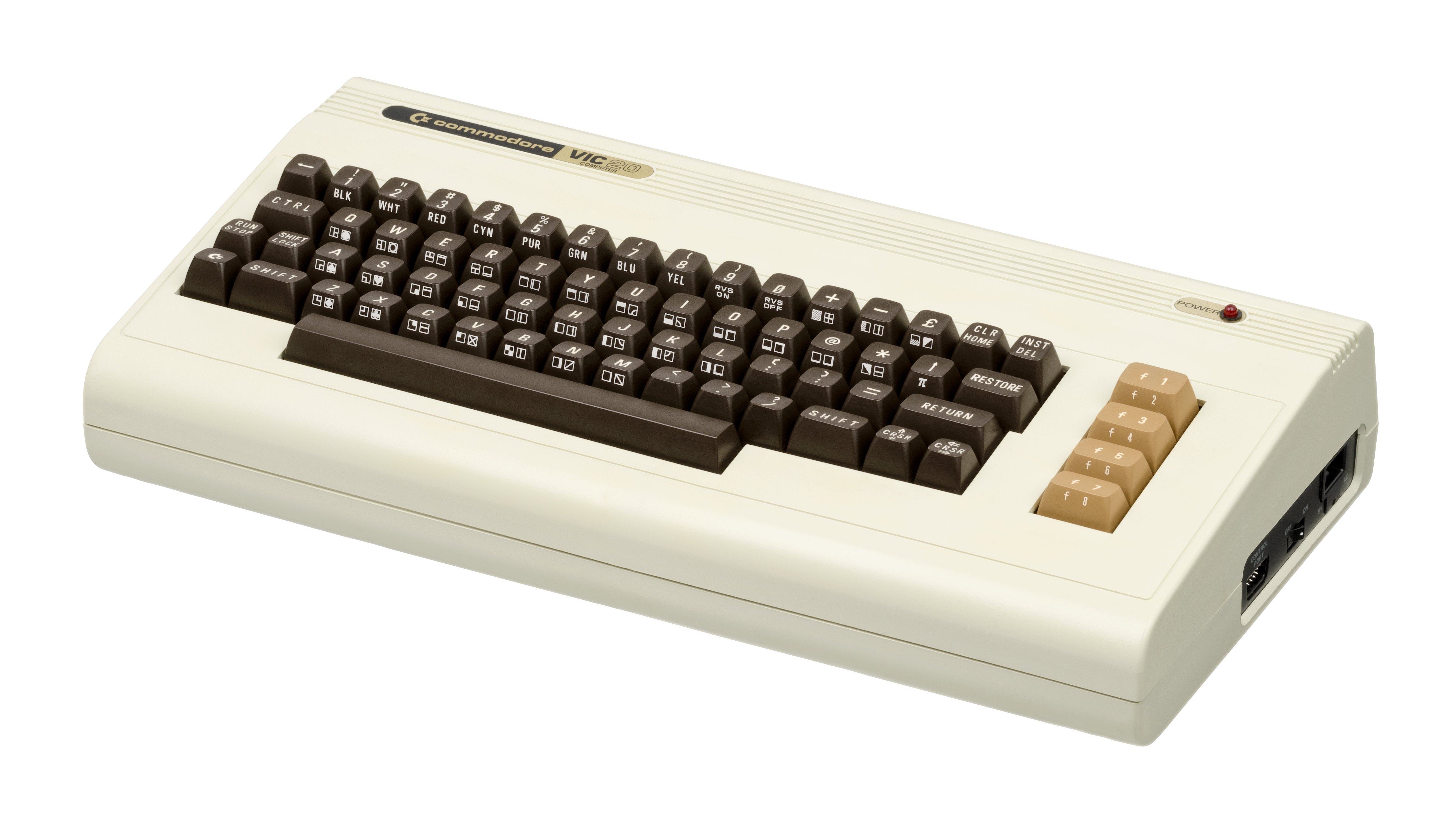
Commodore VIC-20

Commodore, obvykle používající název Commodore International, byla americká elektrotechnická společnost založená ve West Chester v Pensylvánii. Firmu založil v roce 1954 voják Jack Tramiel. Nejdříve se zabýval opravami psacích strojů – z toho vyplýval i původní název firmy: Commodore portable typewriter. Poté změnil název na Commodore Business Machines International (CBM) a začal vyrábět vlastní psací stroje (v československé licenci) a kalkulačky.

## Počátky výroby počítačů
"Computers for the masses, not for the classes". Volně přeloženo něco jako "Počítače pro masy, ne jen pro boháče". Tímto heslem se začala firma Commodore začátkem 80. let řídit. Zakladatel Jack Tramiel, autor tohoto výroku, začal brzy se svým týmem pracovat.

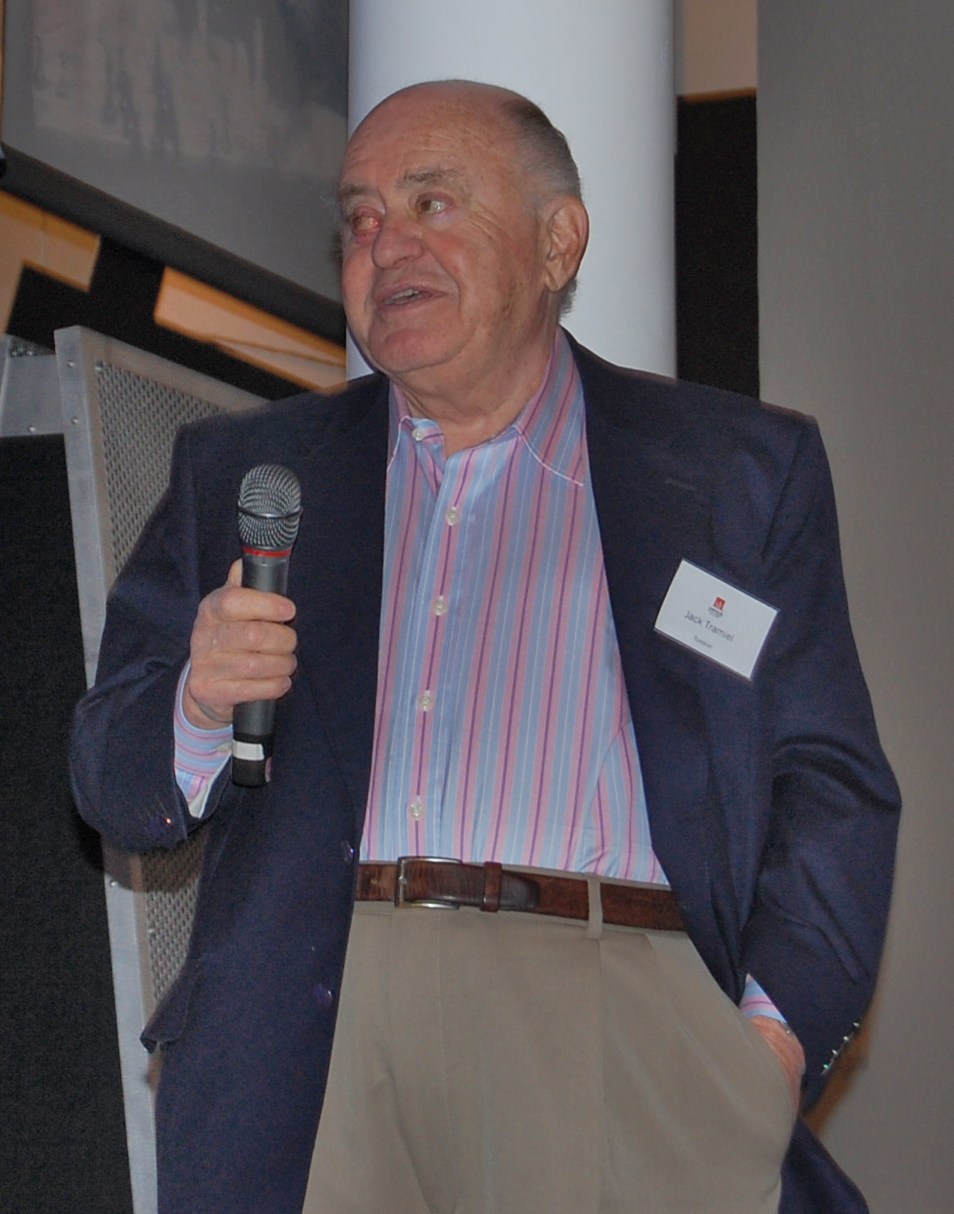
Jack Tramiel v roce 2001

V roce 1980 na Computer Electronics Show firma Commodore představila svůj první výsledek a ukázala, že to s tímto heslem myslí vážně. Nejdříve projekt neměl název a říkalo se mu jen MicroPET. Po několika menších změnách se název ustálil na VIC20 a začátkem 1981 byly dodány do obchodů první kusy. Počítač zaznamenal velký úspěch a v nejlepších časech se prodalo až 9000 kusů denně. Commodore VIC20 byl prvním barevným počítačem, který pokořil hranici $300 dolarů. VIC20 ukázal miliónům lidí tajemství osobních domácích počítačů. Byl to opravdu počítač pro všechny. Commodore VIC20 je legendárním počítačem, který změnil všeobecný pohled na domácí osobní počítače a nastartoval sérii úspěšných Commodore počítačů. 

V současnosti se nám zdají technické parametry VIC20 jako komické, ale o to tu vůbec nejde. Jde o to, že do roku 1984, kdy v zimě Jack Tramiel odchází z firmy Commodore (Commodore PLUS4 byl posledním systémem, na kterém ještě pracoval) se po světe používalo přes 4 miliónů všech počítačů Commodore. Jack Tramiel to dokázal.
Kolem původu názvu VIC20 panuje mnoho dohadů, existuje několik verzí. Jeden pramen uvádí, že název je odvozen od velikosti obrazovky VIC20, která měla 20 sloupců. Další pramen uvádí, že to bylo z důvodu, že ROM paměť měla 20 KB. Další pramen říká, že to je podle toho, že slovo "20 - Twenty" zní jako "Friendly". Jack Tramiel a jeho team to sami vědí nejlíp proč zrovna název VIC20.
V dalších letech došlo k velkému rozvoji výpočetní techniky a domácích počítačů a tak firma Commodore představila další modely, mezi nimi velmi slavný a nejprodávanější osobní počítač všech dob Commodore C-64, jehož se prodalo asi 25 milionů. Velikou zajímavostí tohoto počítače byl jeho zvukový trojhlasý čip SID 6581 a grafický procesor VIC. Pro cenu tohoto počítače si ho mohly dovolit domácnosti po celém světě.
Jeho pokračovatel, už méně slavný Commodore C-128 se podílel na dalším rozvoji potenciálu této firmy, ale v kontrastu s přicházejícími počítači od firmy Atari a IBM, které měli přinést šestnáctibitovou technologii a tak do značné míry předběhnout dosavadní Commodore, museli vývojáři urychlit vývoj své Amigy.
Pak firma Atari v roce 1987 vypustila svůj model ST a vyvinula tak tlak na firmu Commodore, aby už taky vypustila 16bitový klasický domácí počítač, jestliže nechce být až druhá. Mezi těmito firmami byla vždycky obrovská konkurence, která přecházela až v nenávist. Proto firma Commodore vyvinula dvojici Amiga 500/Amiga 2000. Amiga 500 byl klasický "home computer" se vzhledem klasické "domácí placky". Došlo k několika vylepšením oproti Commodore Amiga 1000, rozšířila se paměť, vyvinula se nová verze OS – KickStart 1.3. A2000 byla totožná s A500, měla ale vzhled jako klasické PC a nějaké věci navíc (sada expansion Zorro slots, SCSI interface a HD byl standardně v dodávce), 1MB RAM a opět charakter spíše pracovní stanice než domácího počítače.
O počítače Amiga (především Amigu 500) byl nevídaný zájem. Za celou dobu se jich prodalo několik milionů kusů a staly se legendou. Měly výborné zpracování obrazu a zvuku, které bylo na tehdejší dobu nevídané. Naprostou špičku představoval operační systém AmigaOS s grafickou nadstavbou WorkBench.

## Vyráběné počítače
Firma začala vyrábět počítače od roku 1976, a to tyto modely:
- Commodore PET
- Commodore VIC-20
- Commodore 64
- Commodore 16, C116,+4
- Commodore 128, 128D
- Commodore Amiga 1000
- Commodore Amiga 500
- Commodore Amiga 2000
- Commodore Amiga 3000
- Commodore Amiga 500+
- Commodore Amiga 600
- Commodore Amiga 1200, 4000